# دفريوإكس ميلبورن
دفريوإكس ميلبورن (بالإنجليزية: Devereux Milburn)‏ هو لاعب البولو أمريكي، ولد في 19 سبتمبر 1881 في بوفالو في الولايات المتحدة، وتوفي في 15 أغسطس 1942 بسبب نوبة قلبية.